# مینیونز، کورن‌وال
مینیونز (به انگلیسی: Minions) یک روستا در بریتانیا است که در کورنوال واقع شده‌است.